# Lorenzo Pace
Lorenzo Pace (Birmingham, 29 de septiembre de 1943) es un artista estadounidense mejor conocido por su escultura en el monumento nacional Cementerio Africano en la ciudad de Nueva York, Triumph of the Human Spirit.

## Biografía
Pace, que tenía 12 hermanos, nació en Birmingham (Alabama), donde su padre era ministro en la Iglesia de Dios en Cristo. Pasó su juventud en Chicago, a excepción de un año que pasó en el extranjero estudiando en París. Cuando regresó a Chicago, estaba decidido a convertirse en artista y pronto se inspiró en una talla de madera de La última cena para dedicarse a esa especialidad.
Pace tuvo su primera exposición en el South Side Community Art Center, donde un decano de la Universidad de Illinois en Chicago (UIC) lo atrajo a la escuela de arte de la UIC con una beca completa. Después de un año allí, se trasladó a la Escuela del Instituto de Arte de Chicago (SAIC), nuevamente con una beca, donde obtuvo los títulos de Licenciado en Bellas Artes y Máster en Bellas Artes.
Asistió a la Escuela de Arte de la Universidad Estatal de Illinois (ISU) en Normal (Illinois), después de que el presidente de SAIC, Donald Irving, le presentara al presidente Fred Mills. Al comienzo de la defensa de su tesis, Pace interpretó un concierto para flauta a la luz de las velas. Bajo la dirección de tesis de Max Rennels, obtuvo su doctorado en educación artística en ISU en 1978. Después de enseñar en la UIC, se mudó a la ciudad de Nueva York, donde se convirtió en parte de la comunidad artística de Harlem. Pace también enseñó en el Medgar Evers College y se desempeñó como director de las galerías de arte de la Universidad Estatal de Montclair, cargo para el que fue designado por primera vez en 1988.
En 2000 se inauguró su monumento abstracto de granito negro, Triumph of the Human Spirit; había sido encargado ocho años antes y rechazado dos veces en el proceso. Fue financiado por Percent for Art de la Ciudad de Nueva York para ser la pieza central de Foley Square en el Bajo Manhattan y como un monumento al cercano cementerio africano redescubierto ubicado en lo que ahora se conoce como monumento nacional Cementerio Africano. La corona superior se inspira en las formas de antílope hembra Chiwara del arte bambarano. La forma alargada del nivel medio representa a los esclavos del pasaje del medio que fueron sujetos al comercio atlántico de esclavos. En la parte delantera, una réplica del candado de esclavo del antepasado de Pace, Steve Pace, una reliquia familiar, está incrustado en la obra.
Pace ha expuesto en el Birmingham Civil Rights Institute en Birmingham, Alabama, así como en galerías de Brasil, China, Francia, Perú, Senegal y Surinam.
Pace también es el autor de Jalani and the Lock, un libro para niños que cuenta la historia detrás del cautiverio de su antepasado, que se convirtió en un recuerdo familiar.
Pace trabaja en la Universidad de Texas Valle del Río Grande como profesor de arte.